# Anatoli Ribakov
Anatoli Naumovich Rybakov (em russo:  Анато́лий Нау́мович Рыбако́в; 14 de janeiro [Calend. juliano: 1 de janeiro] 1911 – 23 de dezembro de 1998) foi um escritor soviético e ucraniano, autor da tetralogia antiestalinista Os Filhos da Rua Arbat, do romance Areia Pesada e de muitos livros infantis populares, incluindo Kortik, Dirk e Bronze Bird. Uma de suas últimas obras foi seu livro de memórias O Romance de Memórias, contando sobre todas as pessoas diferentes (de Stalin e Iéltsin, a Okudzhava e Tendryakov) que ele conheceu durante sua longa vida. A escritora Maria Rybakova é sua neta.

## Ligações exernas
- Biografia (em russo)